# Сторивилл
Сторивилл (Сторивиль; англ. Storyville) — квартал красных фонарей в новоорлеанском районе Треме, функционировавший с 1897 по 1917 годы. Находился неподалёку от вокзала. В 1930-е годы колоритная историческая застройка квартала была замещена типовыми многоквартирными домами.
Наибольшей известностью пользовался бордель Лулу Уайт. В борделях часто выступали ансамбли, составленные из чернокожих музыкантов. Соответственно, Сторивилл сыграл важную роль в возникновении и развитии джаза. Именно здесь провёл детство знаменитый музыкант Луи Армстронг.
Городские власти были вынуждены закрыть квартал красных фонарей по настоянию руководства армии и флота США после того, как в квартале погибли четверо военнослужащих. Тем не менее секс-индустрия не исчезла из этого района до тех пор, пока большинство зданий не были снесены в 1930-х годах. В последующем квартал также специализировался на индустрии развлечений.
В Сторивиле помещено действие кинофильмов «Красотка девяностых годов» (1934), «Прелестное дитя» (1978) и «Сторивилль» (1992).

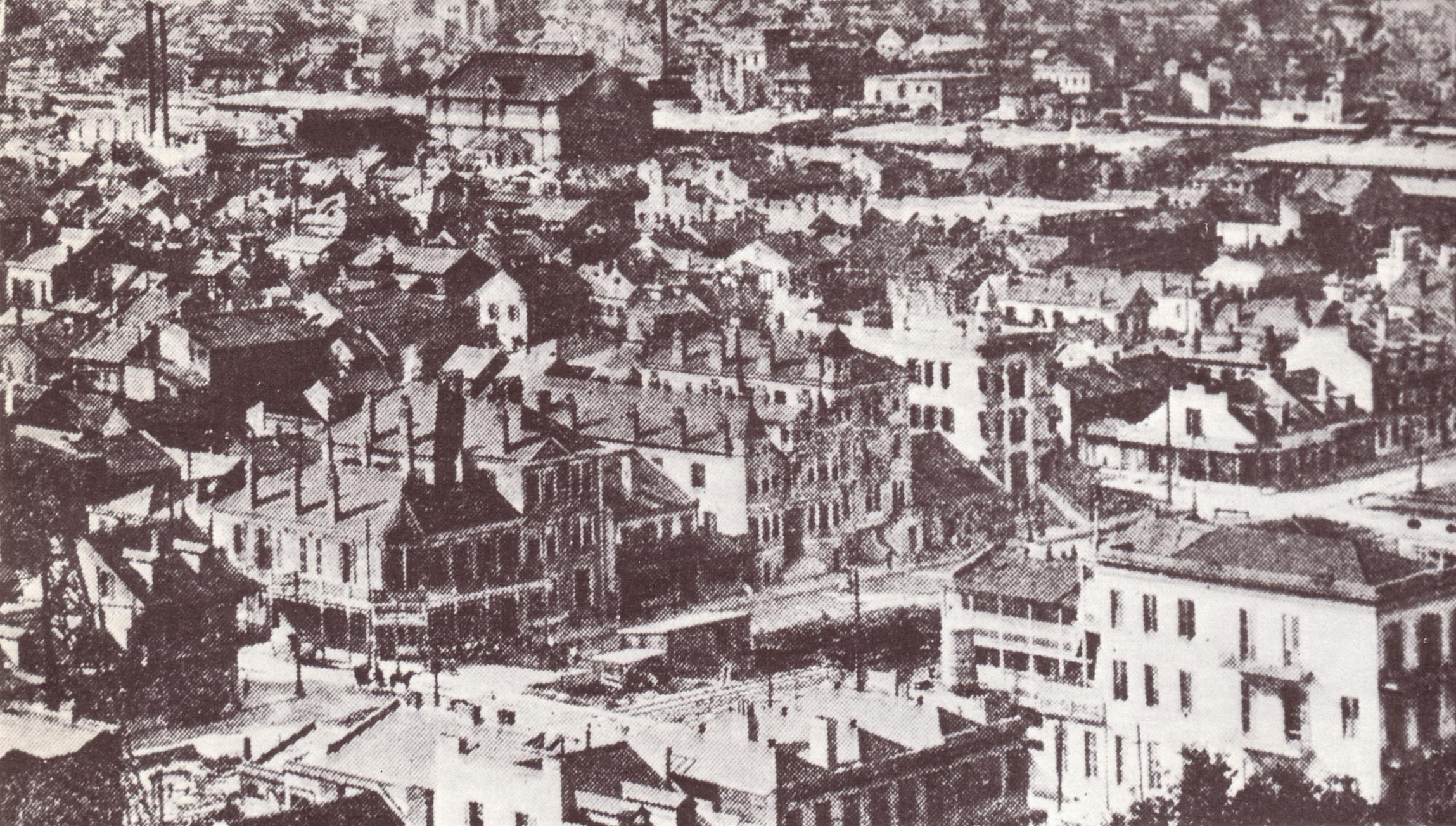
На фотографии 1906 года
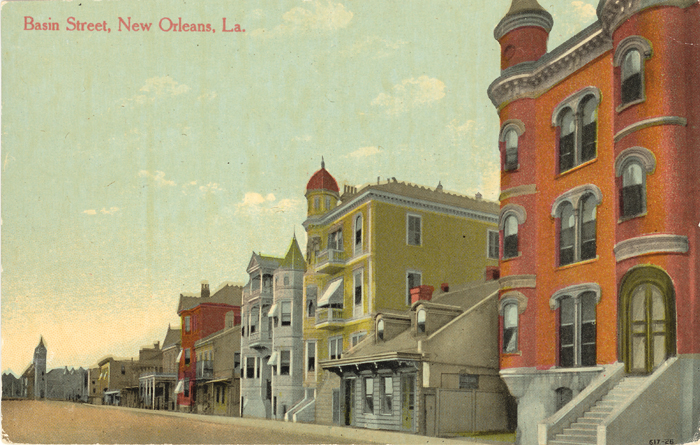
Наиболее фешенебельная улица квартала
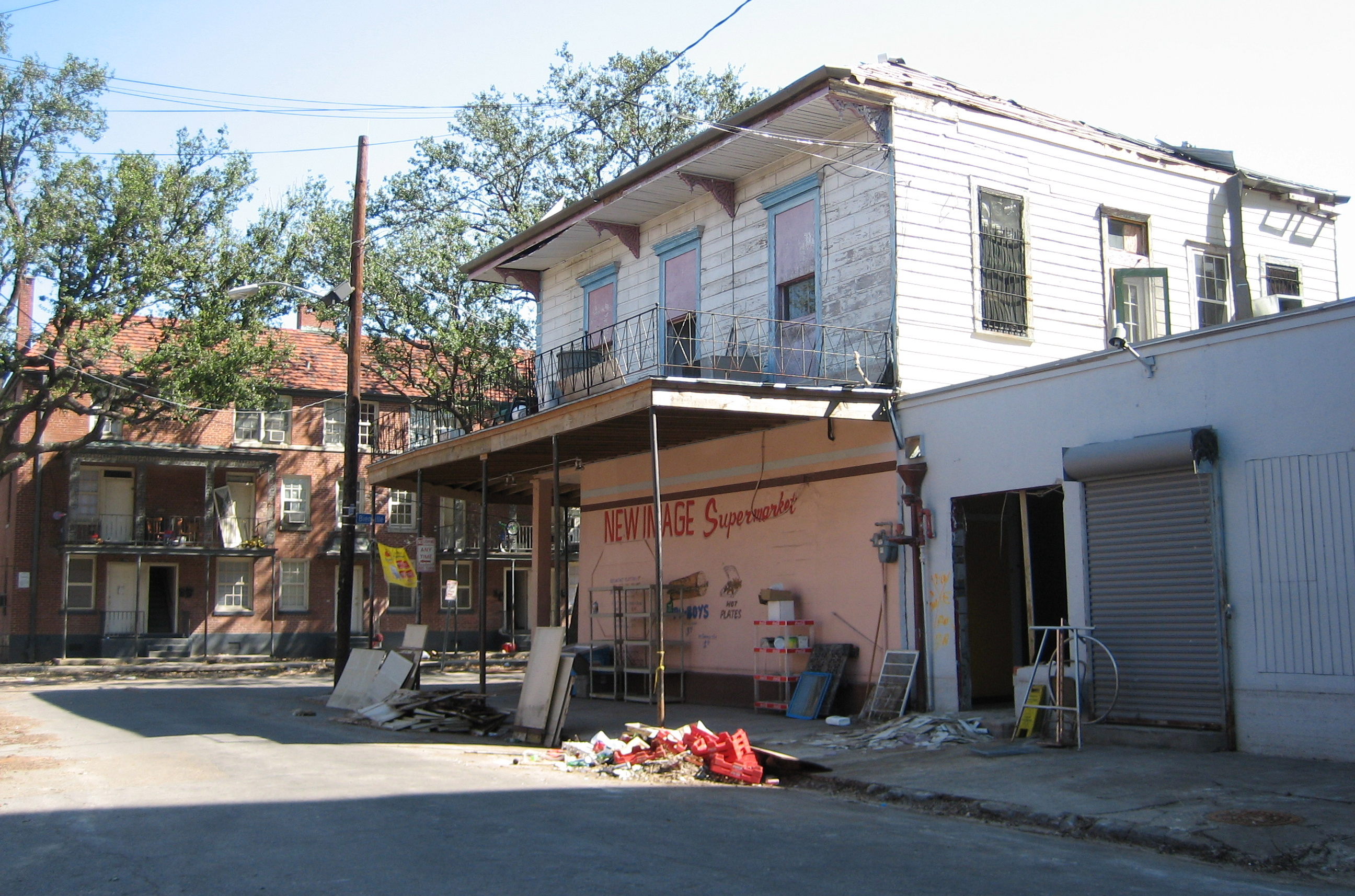
Одно из немногих сохранившихся зданий квартала, построенных до 1917 года